# Rokiškis
Rokiškis är en stad i Panevėžys län i Litauen. Staden har 13 429 invånare år 2015. Den är centralort i Rokiškis landskommun.